# Металациклоалкани

Металациклоалкани

Металациклоалкани (рос. металлациклоалканы, англ. metallacycloalkans) — моноциклічні сполуки, які мають членами циклу атом металу та насичені вуглецеві атоми.
Приклад — на рис.: (І), де L — ліганд, приміром, трифенілфосфан.
Металлациклоалкани формально можна розглядати як комплекси металу з двома алкільними лігандами.
Металлацикли відіграють важливу роль в реакціях алкенів, що каталізують сполуками перехідних металів.